# Waldemar Cordero Vale
Waldemar Cordero Vale (Acarigua, 21 de marzo de 1926 - Ibídem, 26 de enero de 2016) fue un político, agricultor y empresario venezolano. Fue gobernador del Estado Portuguesa por el partido Copei desde el año 1969 hasta 1974.

## Biografía
Cordero Vale fue el segundo hijo de Juan Antonio Cordero Gómez y María Antonia Vale Rebolledo. En el año 1941 obtiene el título de perito agrícola en la Escuela de Agricultura del estado Aragua. 
En el año 1949 contrajo matrimonio con Obdulia "Yuya" Casal Pérez, con la que tendría cinco hijos, Mariela Cordero Casal, Carmen Cordero Casal de Solorzano, Ali José Cordero Casal, Pedro Luis Cordero Casal y María José Cordero Casal de Herrera. En el año 1952 se convierte en miembro fundador de los Productores Rurales del Estado Portuguesa (Asoportuguesa). Entre 1957 y 1958 participa como representante del partido Comité de Organización Político Electoral Independiente (COPEI), en la Junta Patriótica de Portuguesa que contribuye a la caída de la dictadura de Marcos Pérez Jiménez, siendo encarcelado brevemente antes del fin de la dictadura. Fue compañero de luchas políticas para el restablecimiento de la democracia de sus amigos y líderes políticos Rafael Caldera y Luis Herrera Campins, ambos fueron presidentes de Venezuela después de la caída de la dictadura.
Desempeñó entre 1962 y 1969, distintos cargos empresariales en el Banco Agrícola Pecuario (BAP), entre los que destacan la secretaría ejecutiva, la vicepresidencia y la presidencia del mismo ente. También fungio como segundo vicepresidente de Fedeagro entre 1967 y 1969.
En 1969, el presidente de la República para ese entonces, Rafael Caldera, lo nombró gobernador del Estado Portuguesa. Durante su gestión se inauguraron la carretera Guanare-Guanarito, el Central Azucarero Río Guanare y la construcción de la avenida Libertador de Acarigua entre otras obras.
Entre 1978 y 1979 actúa como presidente de la Asociación de Productores de Semilla Certificada de los Llanos Occidentales (Aproscello). En el año 1979 es elegido senador por Portuguesa. Fue fundador de varias empresas con sede en Acarigua como el Central Azucarero Portuguesa (1966)  y el Consorcio Oleaginoso Portuguesa (COPOSA) en 1974. Entre 1980 y 1982 ejerce como presidente del Banco de Desarrollo Agropecuario (Bandagro). 
Los últimos años de su vida los dedicó a escribir el libro sobre su vida «Memorias y Testimonios de Afecto» publicado en el año 2016. 
Fallece en su natal Acarigua a los 90 años de edad.